# Pietro Parolin
Pietro Parolin, talijanski kardinal i državni tajnik Svete Stolice. Trideset godina radio je u diplomaciji Svete Stolice, da bi između 2009. i 2013. obnašao dužnost apostolskog nuncija za Venezuelu. Kardinalom ga je imenovao papa Franjo 2014. godine.
Uz materinski talijanski, govori i engleski, francuski i španjolski.